# Фолкскамер
Германската народна камара е парламентът и най-висшият конституционно установен орган на Германската демократична република от 7 октомври 1949 г. до 2 октомври 1990 г.

## Формиране и функции
Временната народна камара е сформирана на 7 октомври 1949 г. в Източен Берлин от Втория германски народен съвет. Първите избори за народна камара се провеждат на 15 октомври 1950 г. със закъснение и с различна от планираната система за гласуване. Тези фиктивни избори са базирани на списъци на Националния фронт. Тъй като резултатът е предварително известен, много от гражданите сгъват бюлетината и я поставят в урната, без да я прочетат.

## Метод на работа и състав
Народната камара заседава от два до четири пъти в годината, заседанията най-често са отворени за широката общественост, в съответствие с член 6 от Правилника за дейността.

## Изборни дати и официални резултати
| Дата на изборите | Избирателна активност | Гласове „За“ | Невалидни |
| 15 октомври 1950 | 98,53%                | 99,72%       | 0,28%     |
| 17 октомври 1954 | 98,51%                | 99,46%       | 0,54%     |
| 16 ноември 1958  | 98,90%                | 99,87%       | 0,13%     |
| 20 октомври 1963 | 99,25%                | 99,95%       | 0,05%     |
| 02 юли 1967      | 99,82%                | 99,93%       | 0,07%     |
| 14 ноември 1971  | 98,48%                | 99,85%       | 0,15%     |
| 17 октомври 1976 | 98,58%                | 99,86%       | 0,14%     |
| 14 юни 1981      | 99,21%                | 99,86%       | 0,14%     |
| 08 юни 1986      | 99,74%                | 99,94%       | 0,06%     |
| 18 март 1990     | 93,40%                | Резултат     | 0,55%     |